# FIFA 08
FIFA 08 (FIFA 08 ワールドクラス サッカー 又は FIFA Soccer 08)は、FIFA（国際サッカー連盟）が唯一公認するFIFAシリーズのサッカーゲーム。
発売される機種はPS3、Xbox 360、Tectoy Mega Drive 3 with 86 games、Wii、PC、PS2、ニンテンドーDS、PSPとなっている。
日本国内ではXbox 360、PS3、Wii用が発売された。FIFA 08 ワールドクラスサッカーという名称になっている。

## 収録チーム
FIFA08では30リーグ、620チーム、15000人の実名選手を収録している。今作ではチェコ、オーストラリア、アイルランドの3リーグが新たに追加されている。（日本代表およびJリーグは収録されていない。）

### リーグ
- Aリーグ new
- ブンデスリーガ
- ジュピラーリーグ
- ブラジル全国選手権
- ガンブリヌス・リガ new
- デンマーク・スーパーリーガ
- エールディヴィジ
- プレミアリーグ
- フットボールリーグ・チャンピオンシップ
- フットボールリーグ1
- フットボールリーグ2
- リーグ・アン
- リーグ・ドゥ
- ブンデスリーガ
- ツヴァイテリーガ
- リーグ・オブ・アイルランド new
- セリエA
- セリエB
- Kリーグ
- メジャーリーグサッカー
- プリメーラ・ディビシオン
- エリテセリエン
- エクストラクラサ
- スーペル・リーガ
- スコティッシュ・プレミアリーグ
- プリメーラ・ディビシオン
- セグンダ・ディビシオン
- アールスヴェンスカン
- スーパーリーグ
- トルコ・シュペルリガ

### Rest of World
- ボカ・ジュニアーズ
- CAリーベル・プレート
- ECバイーア
- ポンチ・プレッタ
- サンタクルスFC
- ADサンカエターノ
- フォルタレーザEC
- AEKアテネ
- PAOKテッサロニキ
- オリンピアコス
- Arka Gdynia
- グルニク・ウェンチナ
- Pogoń Szczecin
- Wisła Płock
- ポロニア・ワルシャワ
- オーランド・パイレーツ
- カイザー・チーフス
- マメロディ・サンダウンズ
- FCローザンヌ・スポルト
- ACルガーノ
- FCラ・ショー＝ド＝フォン
- Classic XI
- World XI

### 収録代表チーム
- アルゼンチン
- オーストラリア
- オーストリア
- ベルギー
- ブラジル
- ブルガリア
- カメルーン
- 中国
- クロアチア
- チェコ
- デンマーク
- イングランド
- フィンランド
- フランス
- ドイツ
- ギリシャ
- ハンガリー
- イタリア
- 韓国
- メキシコ
- ナイジェリア ※
- オランダ ※
- ニュージーランド new
- 北アイルランド
- ノルウェー
- パラグアイ
- ポーランド
- ポルトガル
- アイルランド
- ルーマニア
- ロシア
- スコットランド
- 南アフリカ共和国 new
- スロベニア
- スペイン
- スウェーデン
- スイス
- トルコ
- ウクライナ
- アメリカ合衆国
- ウルグアイ
- ウェールズ

new = 今作から新しく追加
※ = ライセンスを取得していない

## 新機能・要素(PS3・Xbox 360版)
プロ選手からのモーションキャプチャー
本作ではロナウジーニョ、ルーニー、クローゼ、セルヒオ・ラモスなどの世界的にも有名なプロ選手からモーションキャプチャーを行っており、選手の動きが非常にリアルと言える。
AI、物理学エンジンの改善
選手のAIはより賢く洗練され、新たな物理学エンジンによりリアルな弾道を再現している。ボールの蹴り方やDFの体の入れ方によってシュートの軌道が変わったりする。今までのサッカーゲームには無かった新たな可能性の要素と言える。
5vs5オンライン対戦(Be A Proモード)
最大で5人対5人、10人までのオンライン対戦が可能のモード。個人が各選手1人を操作し、本作で新たに加わったカメラ視点で試合を行う。
2007年11月8日にパッチにより実装追加された。
インタラクティブリーグ
現実の試合日程に基づいたチームでのオンラインリーグ戦。
ビデオアップロード・シェア機能
リプレイやゴールシーンなどを自由に編集でき、EA専用のサーバにアップロード。フレンドなどと映像を共有できる機能。

## 新機能・要素（Wii版）
1vs1オンライン対戦
エレクトロニック・アーツの独自サーバを利用しての1人対1人、2人までのオンライン対戦が可能のモード。サードパーティーではWiiとニンテンドーDSのネットワーク通信要素を持ったソフトとしては初めてニンテンドーWi-Fiコネクションのサーバを利用していない。
簡易操作モード（ファミリープレイモード）
通常のボタン操作やゲームが苦手な人のためのモード。自動的に選手が動き、モーションコントロールによってパスやシュートの指示を出す操作方法。
FOOTii PARTY(テーブルサッカー・リフティング・PKゲーム)
主にMiiを使って行なうミニゲーム。高得点を出すとロナウジーニョのMiiでプレイすることができる。

## サウンドトラック
全50曲が収録されている。日本からは前作FIFA07に引き続きTIGARAHが参戦している。
- !!! - "All My Heroes Are Weirdos"
- Apartment - "Fall Into Place"
- Art Brut - "Direct Hit"
- Aterciopelados - "Paces"
- Babamars - "The Core"
- Bodyrox ft. Luciana - "What Planet You On?"
- ボンヂ・ド・ホレ - "Solta o Frango"
- CAMP - "From Extremely Far Away"
- Carpark North - "Human"
- CéU - "Malemolência"
- Cheb i Sabbah - "Toura Toura (Nav Deep Remix)"
- Cansei de Ser Sexy - "Off the Hook"
- Datarock - "Fa-Fa-Fa"
- Digitalism - "Pogo"
- Disco Ensemble - "We Might Fall Apart"
- ドーベル - "Do Ya"
- Heroes & Zeros - "Into the Light"
- Ivy Queen - "Que Lloren"
- Junkie XL - "Clash"
- Jupiter One - "Unglued"
- Kenna - "Out of Control (State of Emotion)"
- k-os - "Born to Run"
- La Rocca - "Sketches (20 Something Life)"
- Lukas Kasha - "Love Abuse"
- マッドネス ft. Sway and Baby Blue - "Sorry"
- マキシモ・パーク - "The Unshockable"
- Melody Club - "Fever Fever"
- Mexican Institute of Sound - "El Microfono"
- モードセレクター ft. Sasha Perera - "Silikon"
- Noisettes - "Don't Give Up"
- Pacha Massive - "Don't Let Go"
- ピーター・ビヨーン・アンド・ジョン - "Young Folks"
- Planet Funk - "Static"
- Robyn - "Bum Like You"
- Rocky Dawuni - "Wake the Town"
- Santogold - "You Will Find a Way"
- Simian Mobile Disco - "I Believe"
- Superbus - "Butterfly"
- Switches - "Drama Queen"
- The Automatic - "Monster"
- The Cat Empire - "Sly"
- The Hoosiers - "Goodbye Mr A"
- The Hours - "Ali in the Jungle"
- The Tellers - "More"
- TIGARAH - "Culture, Color, Money, Beauty"
- Travis - "Closer"
- Tumi and the Volume - "Afrique"
- Vassy - "Wanna Fly"
- Wir sind Helden - "Endlich ein Grund zur Panik"
- Yonderboi - "Were You Thinking of Me?"

## スタッフ
- 解説：岡田武史
- 実況：西岡明彦

（日本版はいずれの機種においても実況・解説を英語と切り替えることが可能）
FIFA08は、日本人8人含む19カ国のスタッフによって開発された。アドバイザーなどでも多くの日本人が参加している。

## 関連情報
- 2007年11月16日、「FIFA 08 ワールドクラスサッカー  体験版」がPLAYSTATION Storeにて配信された。

## ゲームパッケージ
販売する地域によってゲームのパッケージ画像は異なっている。
- 日本: ロナウジーニョ (バルセロナ) & ウェイン・ルーニー (マンチェスター・ユナイテッド)
- オーストリア: アンドレアス・イヴァンシッツ (パナシナイコス)
- オーストラリア&ニュージーランド: アーチー・トンプソン (メルボルン・ビクトリー)
- フランス: フランク・リベリー (バイエルン・ミュンヘン)
- ドイツ: ミロスラフ・クローゼ (バイエルン・ミュンヘン)
- スペイン: セルヒオ・ラモス (レアル・マドリード)
- スイス: トランクイロ・バルネッタ (バイエル・レヴァークーゼン)
- 北米: ギジェルモ・オチョア (クルブ・アメリカ) & ジョジー・アルティドール (レッドブル・ニューヨーク)
- ポーランド： エウゼビウシュ・スモラレク  (ラシン・サンタンデール)
- ポルトガル：クリスティアーノ・ロナウド (マンチェスター・ユナイテッド)
- UK: ウェイン・ルーニー (マンチェスター・ユナイテッド)
- Asia： ロナウジーニョ (バルセロナ) & ウェイン・ルーニー (マンチェスター・ユナイテッド)